# بينيت هدسون
بينيت هدسون (بالإنجليزية: Bennett Hudson)‏ (29 يونيو 1851 - 11 نوفمبر 1901 في المملكة المتحدة) هو لاعب كريكت بريطاني (وحمل سابقاً جنسية المملكة المتحدة لبريطانيا العظمى وأيرلندا).